# Arnhems Buiten
Arnhems Buiten (voorheen KEMA-terrein) is een monumentaal parkachtig bedrijventerrein, gelegen op een voormalige buitenplaats aan de Utrechtseweg in Arnhem.
Het terrein betreft het voormalig landgoed Den Brink, gelegen op de grens van een stuwwal en de rivier de Rijn en is destijds door de KEMA overgenomen. Het complex is een rijksmonument en bevat vijf rijksmonumenten en vijf gemeentelijke monumenten.
Het terrein wordt sinds 2005 beheerd door TCN Property Projects en biedt ruimte aan onder andere het kantoor van DNV, het hoofdkantoor van de beheerder van energienetten TenneT en vestigingen van Nuon en NRG. 
Tien procent van het 37.000 m² grote park is bebouwd en deze lage bebouwingsdichtheid zal gehandhaafd blijven. Er zijn ook plannen voor woningbouw.

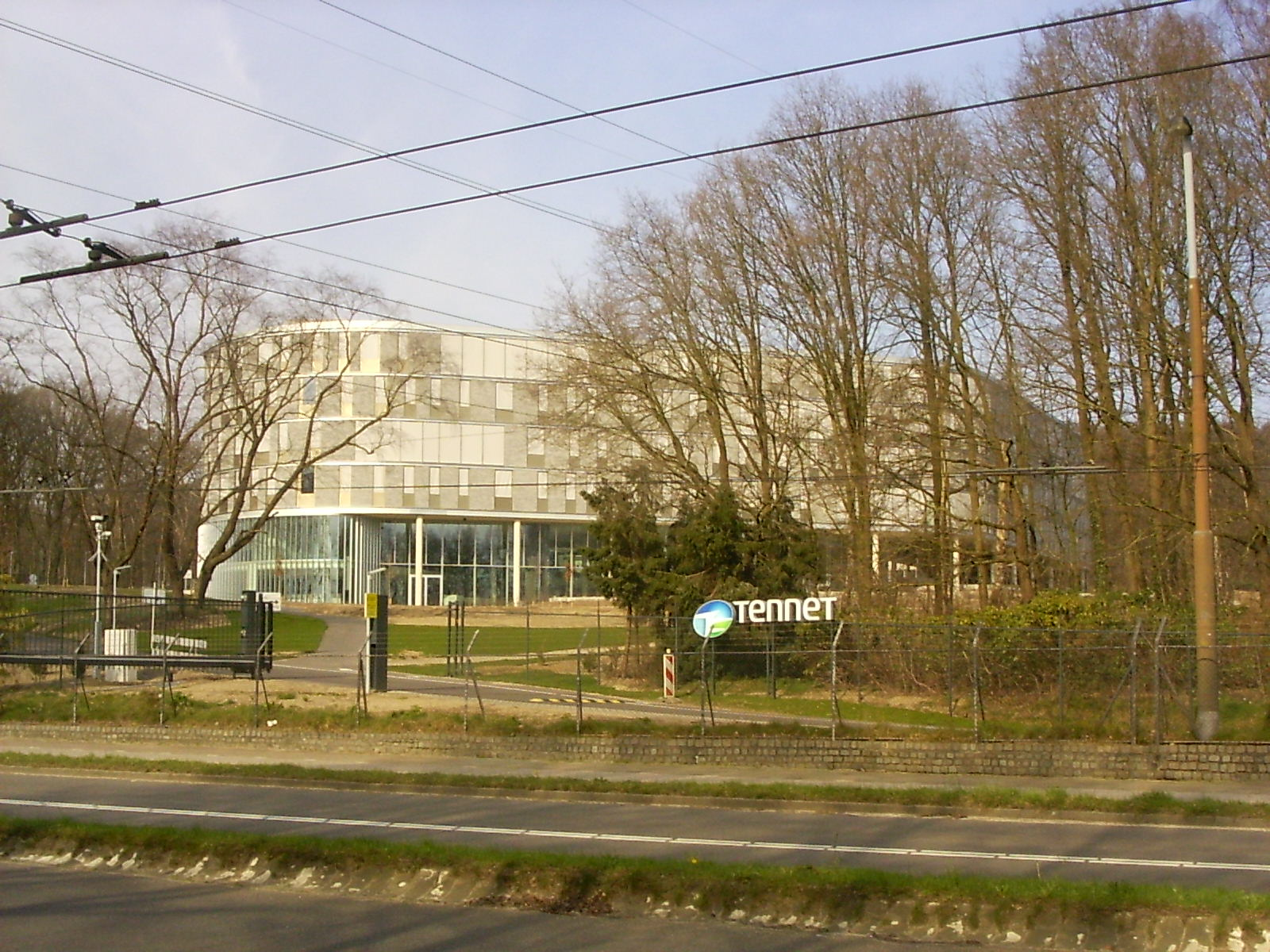
Hoofdkantoor Tennet
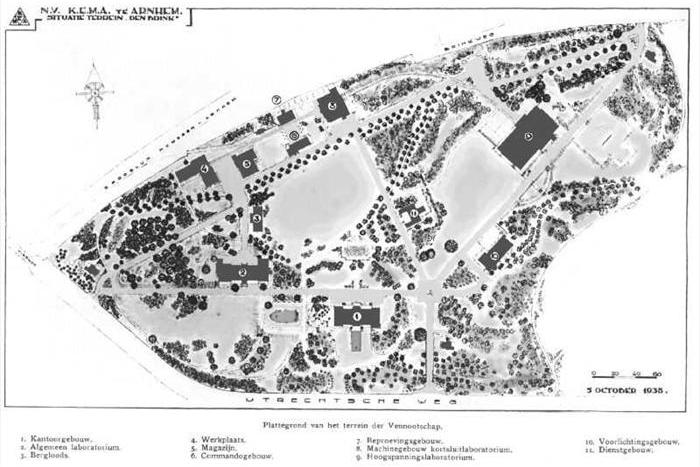
Plattegrond 1935